# Svetovno prvenstvo v hokeju na ledu 2007
Svetovno prvenstvo v hokeju na ledu 2007 je bilo 71. po vrsti. Vodila ga je Mednarodna hokejska zveza (IIHF). 46 držav je igralo v 4 različnih divizijah. Tekmovanje je tudi služilo kot kvalifikacije za Svetovno prvenstvo v hokeju na ledu 2008. Prvak elitne divizije je postala Kanada.
V Diviziji I sta si aprila napredovanje v elitno divizijo priborili Francija in Slovenija, medtem ko sta v nižji rang tekmovanja padli Kitajska in Romunija. V Diviziji II sta si napredovanje v Divizijo I priigrali Hrvaška in Južna Koreja, medtem ko sta v nižji rang tekmovanja padli Turčija in Severna Koreja. V Diviziji III sta si napredovanje v Divizijo II priborili Nova Zelandija in Irska. 

## Elitna divizija
| Sodelujoče države Moskva in Mitišči, Rusija - 27. april do 13. maj 2007 | Sodelujoče države Moskva in Mitišči, Rusija - 27. april do 13. maj 2007 | Sodelujoče države Moskva in Mitišči, Rusija - 27. april do 13. maj 2007 | Sodelujoče države Moskva in Mitišči, Rusija - 27. april do 13. maj 2007 |
| Skupina A                                                               | Skupina A                                                               | Skupina A                                                               | Skupina A                                                               |
| Italija                                                                 | Latvija                                                                 | Švedska                                                                 | Švica                                                                   |
| Skupina B                                                               | Skupina B                                                               | Skupina B                                                               | Skupina B                                                               |
| Avstrija                                                                | Belorusija                                                              | Češka                                                                   | ZDA                                                                     |
| Skupina C                                                               | Skupina C                                                               | Skupina C                                                               | Skupina C                                                               |
| Kanada                                                                  | Slovaška                                                                | Nemčija                                                                 | Norveška                                                                |
| Skupina D                                                               | Skupina D                                                               | Skupina D                                                               | Skupina D                                                               |
| Danska                                                                  | Finska                                                                  | Rusija                                                                  | Ukrajina                                                                |
| ----------------------------------------------------------------------- | ----------------------------------------------------------------------- | ----------------------------------------------------------------------- | ----------------------------------------------------------------------- |

Avstrija in Ukrajina sta izpadli v Divizijo I za Svetovno prvenstvo v hokeju na ledu 2008.

## Divizija I
| Sodelujoče države                                                     | Sodelujoče države                                                     | Sodelujoče države                                                     | Sodelujoče države                                                     |
| Skupina A Qiqihar, Ljudska republika Kitajska - 15. do 21. april 2007 | Skupina A Qiqihar, Ljudska republika Kitajska - 15. do 21. april 2007 | Skupina A Qiqihar, Ljudska republika Kitajska - 15. do 21. april 2007 | Skupina A Qiqihar, Ljudska republika Kitajska - 15. do 21. april 2007 |
| Kazahstan                                                             | Francija                                                              | Poljska                                                               |                                                                       |
| Estonija                                                              | Nizozemska                                                            | Kitajska                                                              |                                                                       |
| Skupina B Ljubljana, Slovenija - 15. do 21. april 2007                | Skupina B Ljubljana, Slovenija - 15. do 21. april 2007                | Skupina B Ljubljana, Slovenija - 15. do 21. april 2007                | Skupina B Ljubljana, Slovenija - 15. do 21. april 2007                |
| Slovenija                                                             | Litva                                                                 | Japonska                                                              |                                                                       |
| Madžarska                                                             | Združeno kraljestvo                                                   | Romunija                                                              |                                                                       |
| --------------------------------------------------------------------- | --------------------------------------------------------------------- | --------------------------------------------------------------------- | --------------------------------------------------------------------- |

### Skupina A
| Reprezentanca | OT | Z | ZPP | PPP | P | GF | GA | TOČ |
| ------------- | -- | - | --- | --- | - | -- | -- | --- |
| Francija      | 5  | 4 | 0   | 1   | 0 | 24 | 7  | 13  |
| Poljska       | 5  | 2 | 2   | 0   | 1 | 22 | 13 | 10  |
| Kazahstan     | 5  | 3 | 0   | 0   | 2 | 22 | 11 | 9   |
| Estonija      | 5  | 1 | 1   | 2   | 1 | 16 | 17 | 7   |
| Nizozemska    | 5  | 1 | 1   | 1   | 2 | 20 | 19 | 6   |
| Kitajska      | 5  | 0 | 0   | 0   | 5 | 8  | 45 | 0   |

### Skupina B
| Reprezentanca       | OT | Z | ZPP | PPP | P | GF | GA | TOČ |
| ------------------- | -- | - | --- | --- | - | -- | -- | --- |
| Slovenija           | 5  | 5 | 0   | 0   | 0 | 29 | 5  | 15  |
| Madžarska           | 5  | 3 | 1   | 0   | 1 | 20 | 13 | 11  |
| Japonska            | 5  | 1 | 1   | 1   | 2 | 19 | 22 | 6   |
| Združeno kraljestvo | 5  | 2 | 0   | 0   | 3 | 14 | 15 | 6   |
| Litva               | 5  | 2 | 0   | 0   | 3 | 13 | 20 | 6   |
| Romunija            | 5  | 0 | 0   | 1   | 4 | 12 | 32 | 1   |

Francija in Slovenija sta se kvalificirali v elitno divizijo za Svetovno prvenstvo v hokeju na ledu 2008.
Kitajska in Romunija sta izpadli v Divizijo II za Svetovno prvenstvo v hokeju na ledu 2008.

## Divizija II
| Sodelujoče države                                    | Sodelujoče države                                    | Sodelujoče države                                    | Sodelujoče države                                    |
| Skupina A Zagreb, Hrvaška - 11. do 17. april 2007    | Skupina A Zagreb, Hrvaška - 11. do 17. april 2007    | Skupina A Zagreb, Hrvaška - 11. do 17. april 2007    | Skupina A Zagreb, Hrvaška - 11. do 17. april 2007    |
| Hrvaška                                              | Bolgarija                                            | Belgija                                              |                                                      |
| Srbija in Črna gora                                  | Španija                                              | Turčija                                              |                                                      |
| Skupina B Seul, Južna Koreja - 11. do 17. april 2007 | Skupina B Seul, Južna Koreja - 11. do 17. april 2007 | Skupina B Seul, Južna Koreja - 11. do 17. april 2007 | Skupina B Seul, Južna Koreja - 11. do 17. april 2007 |
| Izrael                                               | Južna Koreja                                         | Avstralija                                           |                                                      |
| Severna Koreja                                       | Mehika                                               | Islandija                                            |                                                      |
| ---------------------------------------------------- | ---------------------------------------------------- | ---------------------------------------------------- | ---------------------------------------------------- |

### Skupina A
| Reprezentanca       | OT | Z | ZPP | PPP | P | GF | GA | TOČ |
| ------------------- | -- | - | --- | --- | - | -- | -- | --- |
| Hrvaška             | 5  | 5 | 0   | 0   | 0 | 58 | 10 | 15  |
| Belgija             | 5  | 4 | 0   | 0   | 1 | 25 | 18 | 12  |
| Španija             | 5  | 3 | 0   | 0   | 2 | 25 | 17 | 9   |
| Srbija in Črna gora | 5  | 2 | 0   | 0   | 3 | 18 | 16 | 6   |
| Bolgarija           | 5  | 1 | 0   | 0   | 4 | 10 | 32 | 3   |
| Turčija             | 5  | 0 | 0   | 0   | 5 | 15 | 58 | 0   |

#### Rezultati
| Reprezentanca       | Belgija | Bolgarija | Hrvaška | Španija | Srbija in Črna gora | Turčija |
| ------------------- | ------- | --------- | ------- | ------- | ------------------- | ------- |
| Belgija             |         | 6 - 0     | 4 - 13  | 3 - 2   | 2 - 1               | 10 - 2  |
| Bolgarija           | 0 - 6   |           | 2 - 10  | 0 - 4   | 1 - 7               | 7 - 5   |
| Hrvaška             | 13 - 4  | 10 - 2    |         | 8 - 2   | 2 - 0               | 25 - 2  |
| Španija             | 2 - 3   | 4 - 0     | 2 - 8   |         | 7 - 4               | 10 - 2  |
| Srbija in Črna gora | 1 - 2   | 7 - 1     | 0 - 2   | 4 - 7   |                     | 6 - 4   |
| Turčija             | 2 - 10  | 5 - 7     | 2 - 25  | 2 - 10  | 4 - 6               |         |

### Skupina B
| Reprezentanca  | OT     | Z      | ZPP    | PPP    | P      | GF     | GA     | TOČ    |
| -------------- | ------ | ------ | ------ | ------ | ------ | ------ | ------ | ------ |
| Južna Koreja   | 4      | 4      | 0      | 0      | 0      | 33     | 9      | 12     |
| Avstralija     | 4      | 3      | 0      | 0      | 1      | 25     | 11     | 9      |
| Izrael         | 4      | 2      | 0      | 0      | 2      | 11     | 11     | 6      |
| Islandija      | 4      | 1      | 0      | 0      | 3      | 9      | 29     | 3      |
| Mehika         | 4      | 0      | 0      | 0      | 4      | 6      | 24     | 0      |
| Severna Koreja | Izstop | Izstop | Izstop | Izstop | Izstop | Izstop | Izstop | Izstop |

#### Rezultati
| Reprezentanca | Avstralija | Islandija | Izrael | Južna Koreja | Mehika |
| ------------- | ---------- | --------- | ------ | ------------ | ------ |
| Avstralija    |            | 5 - 3     | 4 - 1  | 4 - 5        | 12 - 2 |
| Islandija     | 3 - 5      |           | 1 - 5  | 2 - 17       | 3 - 2  |
| Izrael        | 1 - 4      | 5 - 1     |        | 2 - 5        | 3 - 1  |
| Južna Koreja  | 5 - 4      | 17 - 2    | 5 - 2  |              | 6 - 1  |
| Mehika        | 2 - 12     | 2 - 3     | 1 - 3  | 1 - 6        |        |

Hrvaška in Južna Koreja sta se kvalificirali v Divizijo I za Svetovno prvenstvo v hokeju na ledu 2008.
Turčija in Severna Koreja sta izpadli v Divizijo III za Svetovno prvenstvo v hokeju na ledu 2008.

## Divizija III
| Sodelujoče države Dundalk, Irska - 15. do 21. april 2007 | Sodelujoče države Dundalk, Irska - 15. do 21. april 2007 | Sodelujoče države Dundalk, Irska - 15. do 21. april 2007 | Sodelujoče države Dundalk, Irska - 15. do 21. april 2007 |
| Južna Afrika                                             | Nova Zelandija                                           | Armenija                                                 |                                                          |
| Irska                                                    | Luksemburg                                               | Mongolija                                                |                                                          |
| -------------------------------------------------------- | -------------------------------------------------------- | -------------------------------------------------------- | -------------------------------------------------------- |

| Reprezentanca  | OT     | Z      | ZPP    | PPP    | P      | GF     | GA     | TOČ    |
| -------------- | ------ | ------ | ------ | ------ | ------ | ------ | ------ | ------ |
| Nova Zelandija | 4      | 4      | 0      | 0      | 0      | 29     | 6      | 12     |
| Irska          | 4      | 2      | 1      | 0      | 1      | 20     | 8      | 8      |
| Luksemburg     | 4      | 2      | 0      | 1      | 1      | 21     | 15     | 7      |
| Južna Afrika   | 4      | 1      | 0      | 0      | 3      | 17     | 16     | 3      |
| Mongolija      | 4      | 0      | 0      | 0      | 4      | 3      | 45     | 0      |
| Armenija       | Izstop | Izstop | Izstop | Izstop | Izstop | Izstop | Izstop | Izstop |

Nova Zelandija in Irska sta se kvalificirali v Divizijo II za Svetovno prvenstvo v hokeju na ledu 2008.

### Rezultati
| Reprezentanca  | Južna Afrika | Nova Zelandija | Armenija | Irska    | Luksemburg | Mongolija |
| -------------- | ------------ | -------------- | -------- | -------- | ---------- | --------- |
| Južna Afrika   |              | 0-7            | /        | 1-3      | 2-5        | 14-1      |
| Nova Zelandija | 7-0          |                | /        | 4-2      | 8-3        | 10-1      |
| Armenija       | /            | /              |          | /        | /          | /         |
| Irska          | 3-1          | 2-4            | /        |          | 4-3 (OT)   | 11-0      |
| Luksemburg     | 5-2          | 3-8            | /        | 3-4 (OT) |            | 10-1      |
| Mongolija      | 1-14         | 1-10           | /        | 0-11     | 1-10       |           |